# Gonocaryum cognatum
Gonocaryum cognatum là một loài thực vật có hoa trong họ Cardiopteridaceae. Loài này được Elmer mô tả khoa học đầu tiên năm 1908.